# فالکرک (منطقه شورایی)
فالکرک (به انگلیسی: Falkirk) یک شهرستان در بریتانیا است.
این شهرستان ۲۹۷ کیلومتر مربع مساحت و ۱۵۶٬۰۰۰ نفر جمعیت دارد.

## خواهرخوانده
شهرهای کرتی و کمپر خواهرخوانده‌های فالکرک (شهرستان) هستند.